# Costanera (Córdoba)
Costanera es una de las 7 Subregiones del departamento colombiano de Córdoba. Está integrada por los siguientes municipios:
- Canalete
- Los Córdobas
- Moñitos
- Puerto Escondido
- San Antero
- San Bernardo del Viento